# Ours en Andorre
La population d'ours en Andorre fait partie de celle des Pyrénées, transfrontalière avec l'Espagne et la France. En 2019, la trace d'un seul individu a été repérée. Pour la première fois sur le territoire de la Principauté, un ours brun a été filmé en 2020.

## Histoire
En 1875, Jean-François Bladé rapporte : « les ours étaient autrefois nombreux en Andorre, mais ils y sont devenus extrêmement rares. Ceux que l'on tue parfois, dans la partie la plus élevée de la paroisse de la Massana, viennent, en général, des hautes montagnes du comté de Pallàs. ».
La dernière chasse à l'ours sur le territoire a lieu en 1972, après qu'une ourse a été aperçue avec deux oursons près du coll Dret, sans succès pour les chasseurs.

## Culture
Comme dans différents autres lieux des Pyrénées, Andorre célèbre des festes de l'ossa (fêtes de l'ourse, au féminin), dans plusieurs paroisses, à la sortie de l'hiver sous la forme d'une farce de type Carnaval. En 2022, Andorre obtient, conjointement avec la France, que les fêtes de l'Ours dans les Pyrénées entrent au patrimoine mondial de l'UNESCO.